# ناتالی پورتمن
نِتالی هِرشلاگ (عبری: נטע-לי הֵרְשְׁלַג‎؛ زادهٔ ۹ ژوئن ۱۹۸۱)، مشهور به ناتالی پورتمن (انگلیسی: Natalie Portman)، بازیگر آمریکایی زادهٔ اسرائیل است. او از سال‌های نوجوانی فعالیت گسترده‌ای در سینما داشته و به‌سبب بازی در فیلم‌های مستقل و بلاکباسترها، افتخارات مختلفی از جمله یک جایزهٔ اسکار، یک جایزهٔ فیلم بفتا و دو جایزهٔ گلدن گلوب دریافت کرده است.
نخستین حضور سینمایی پورتمن در دوازده سالگی و در فیلم اکشن لئون حرفه‌ای (۱۹۹۴) بود که او در آن نقش شاگرد یک آدم‌کش را ایفا کرد. او هنگام تحصیل در دبیرستان با نمایش خاطرات یک دختر جوان (۱۹۹۸) برای نخستین بار در برادوی به روی صحنه رفت. او نقش پدمه آمیدالا را در اپرای فضایی جنگ ستارگان: قسمت اول – تهدید شبح (۱۹۹۹) ایفا کرد و این نقش باعث شد که در عرصهٔ بین‌المللی شناخته شود. پورتمن از سال ۱۹۹۹ تا ۲۰۰۳ در دانشگاه هاروارد در رشته روان‌شناسی مشغول به تحصیل بود و در همین زمان به حضورش در سه‌گانهٔ پیش‌درآمد جنگ ستارگان (۲۰۰۲–۲۰۰۵) ادامه داد. او در سال ۲۰۰۱ نمایش مرغ دریایی اثر آنتون چخوف را به روی صحنه برد و در سال ۲۰۰۴ برای بازی در نقش استریپری مرموز در درام عاشقانه نزدیک‌تر نامزد دریافت جایزهٔ اسکار بهترین بازیگر نقش مکمل زن و برندهٔ جایزهٔ گلدن گلوب شد.
مسیر شغلی پورتمن با بازی در نقش ایوی هموند در فیلم اکشن وی مثل وندتا (۲۰۰۶)، آن بولین در درام تاریخی دختر دیگر بولین (۲۰۰۸) و یک بالرین در فیلم وحشت روان‌شناختی قوی سیاه (۲۰۱۰)—که برایش برندهٔ جایزهٔ اسکار بهترین بازیگر زن شد—ترقی یافت. او در فیلم کمدی عاشقانهٔ بدون تعهد (۲۰۱۱) درخشید و برای به تصویر کشیدن ژاکلین کندی در زندگی‌نامه‌ای جکی (۲۰۱۶) بار دیگر نامزد دریافت جایزهٔ اسکار شد. پورتمن نقش جین فاستر را در فیلم‌های ابرقهرمانی دنیای سینمایی مارول متشکل از ثور (۲۰۱۱)، ثور: دنیای تاریک (۲۰۱۳) و ثور: عشق و تندر (۲۰۲۲) ایفا کرد که باعث شد در میان بازیگران زن با بیشترین دستمزد قرار بگیرد. او در سال ۲۰۲۱ مشترکاً شرکت تولیدی مانتن‌اِی را تأسیس کرد و فیلم درام می دسامبر (۲۰۲۳) را تهیه و در آن ایفای نقش کرد.
پورتمن فیلم کوتاه حوا (۲۰۰۸) و درام زندگی‌نامه‌ای قصه عشق و تاریکی (۲۰۱۵) را نیز کارگردانی کرد. او مدافع حقوق جانوران و محیط زیست است. در سال ۲۰۱۲، پورتمن با رقصنده بنجامین میلپید ازدواج کرد و در سال ۲۰۲۴ از او جدا شد. او از این ازدواج دو فرزند دارد.

## سابقه خانوادگی و تحصیلات

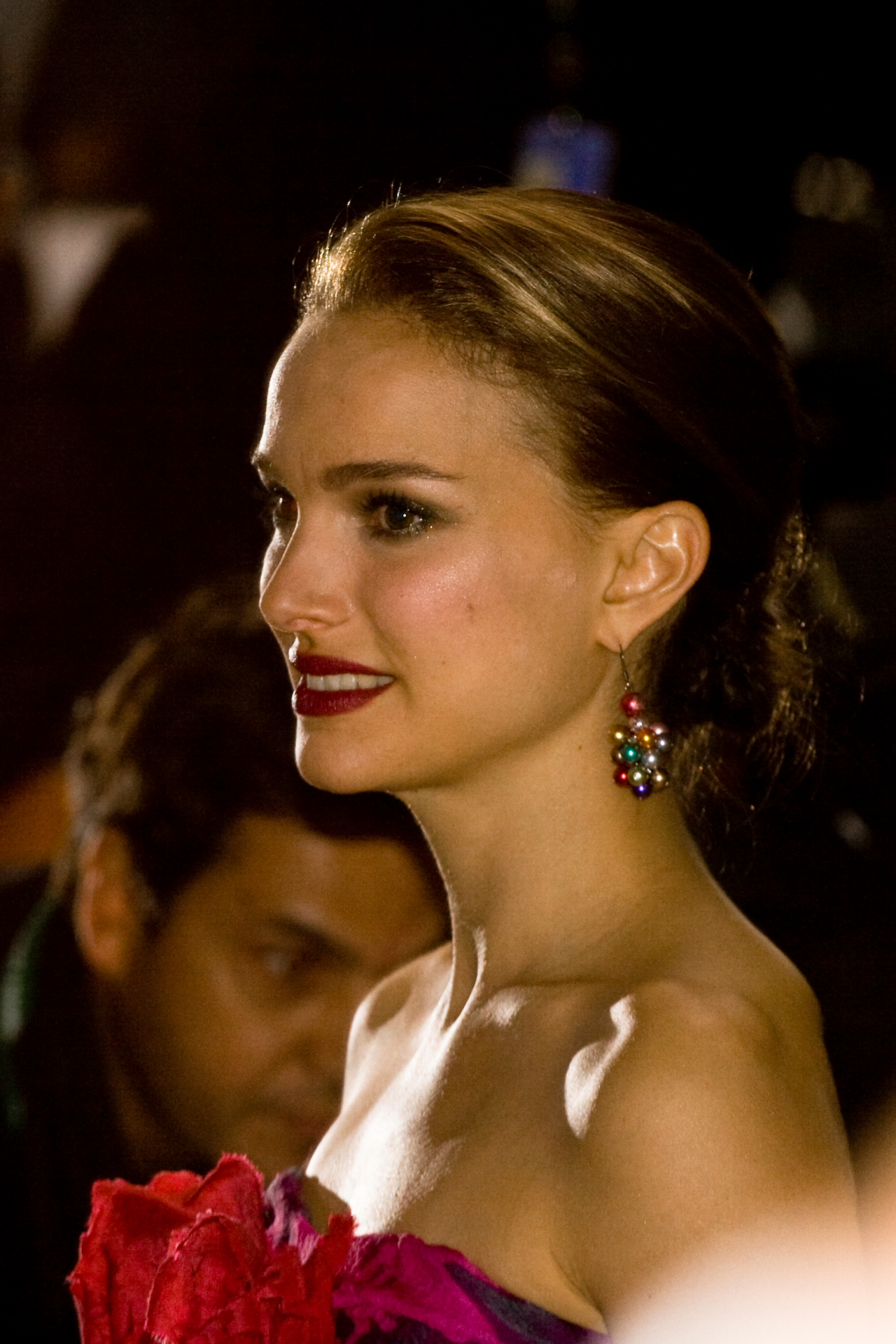
پورتمن در ۲۰۰۹

نِتالی هِرشلاگ در ۹ ژوئن ۱۹۸۱ در اورشلیم غربی، کوه اسکوپوس متولد شد. والدین او یهودی هستند. والدینش برای او نام سنتی عبری، «نِتالی» گذاشتند. او تنها فرزند شِلی (زادهٔ استیونز)، یک زن خانه‌دار آمریکایی که هم‌اکنون به عنوان نماینده پورتمن کار می‌کند و آونِر هرشلاگ، یک متخصص باروری و زنان است. پدربزرگ و مادربزرگ مادری او، برنیس (زادهٔ هورویتز) و آرتور استیونز (نام‌خانوادگی او در اصل اِدِلستِین بود)، از خانواده‌های یهودی بودند که از اتریش و روسیه به ایالات متحده نقل مکان کردند. پدربزرگ و مادربزرگ پدری پورتمن، مانیا (زادهٔ پورتمن) و زویا یهودا هرشلاگ، مهاجران یهودی به اسرائیل بودند. زویا در لهستان متولد شد و در سال ۱۹۳۸، الزاماً به فلسطین نقل مکان کرد و سرانجام یک پروفسور اقتصاد شد. او والدین خود را در اردوگاه آشویتس از دست داد. یکی از مادربزرگ‌های پدری پورتمن در رومانی متولد شد و به عنوان جاسوس برای آژانس جاسوسی بریتانیا در زمان جنگ جهانی دوم کار می‌کرد.
والدین پورتمن یکدیگر را در یک مرکز دانش‌آموزان یهودی در دانشگاه ایالتی اوهایو ملاقات کردند؛ در آنجا مادر او بلیت فروش بود. زمانی که پدرش به اسرائیل بازگشت. این زوج به نامه‌نگاری با هم ادامه دادند و هنگامی که چند سال بعد مادر ناتالی نیز به اسرائیل رفت، با هم ازدواج کردند. در سال ۱۹۸۴ زمانی که ناتالی سه ساله بود این خانواده به ایالات متحده نقل مکان کردند، جایی که پدر او به تحصیل پزشکی پرداخت. پورتمن که تابعیت دوگانه آمریکا و اسرائیل را دارد، می‌گوید: «هرچند من واقعاً آمریکا را دوست دارم… قلبم در اورشلیم است. آنجا مکانی است که [در آن] احساس می‌کنم در خانه‌ام.» پورتمن و خانواده‌اش برای اولین بار پس از مهاجرت به ایالات متحده در واشینگتن، دی.سی. زندگی می‌کردند، اما در سال ۱۹۸۸ به کنتیکت و در سال ۱۹۹۰ به جریکو، نیویورک در لانگ آیلند رفته و در آنجا زندگی کردند.
هنگامی که پورتمن در واشینگتن، دی.سی. زندگی می‌کرد به مدرسه روزانه یهودی چارلز ای. اسمیت در راکویل، مریلند رفت. پورتمن هنگامی که در لانگ آیلند زندگی می‌کرد و به مدرسه یهودی روزانه سولومون شِکتِر نیو کانتی در جریکو، نیویورک می‌رفت، یادگرفت به زبان عبری صحبت کند. در سال ۱۹۹۹، پورتمن از دبیرستان سیوسیت در سیوسیت، لانگ آیلند فارغ‌التحصیل شد. او همچنین به یادگیری باله و رقص مدرن در کارگاه رقص تئاتر آمریکا در نیو هاید پارک، نیویورک پرداخت و سپس به مرکز اوزدِن برای هنرهای نمایشی و ابتکاری در وِلسی هیتس، نیویورک (هردو در لانگ آیلند) رفت. به دلیل امتحانات نهایی دبیرستان، پورتمن از حضور در افتتاحیه فیلم جنگ ستارگان قسمت اول: تهدید شبح خودداری کرد.
پورتمن گفت: «با بچه‌های دیگر متفاوت بودم. من بلندپروازتر بودم. می‌دانستم چه چیزی را دوست دارم و چه می‌خواهم و خیلی سخت کار کردم. من یک بچه خیلی جدی بودم.» به عنوان یک دانش‌آموز، پورتمن دو مقاله تحقیقاتی منتشر کرد که در مجله‌های علمی منتشر شدند. مقاله دبیرستان او در سال ۱۹۹۸، «روشی ساده برای نشان دادن تولید آنزیمی هیدروژن از شکر»، با همکاری دانشمندانی همچون ایان هارلی و جاناتان ودوارد برای جستجوی استعدادهای علمی انتل ارسال شد. در سال ۲۰۰۲، پورتمن هنگام مطالعه روانشناسی در دانشگاه هاروارد به مطالعه در مورد حافظه موسوم به «فعال‌سازی لوب پیشانی در طول بقای شیء: داده‌ها از طیف‌بینی اشعه مادون قرمز نزدیک» همکاری کرد.
در سال ۲۰۰۳، پورتمن از دانشگاه هاروارد با مدرک کارشناسی (بی‌ای) در رشته روانشناسی فارغ‌التحصیل شد. در سال ۲۰۰۲، او گفت: «من اهمیت نمی‌دهم که [دانشکده] حرفه‌ام را خراب کند.» «من ترجیح می‌دهم یک باهوش باشم تا یک ستاره سینما.» در هاروارد، پورتمن دستیار تحقیق الن درشویتس بود. پورتمن هنگامی که در هاروارد حضور داشت، ساکن لاول هاوس بود و در پاسخ به مقاله‌ای انتقادی درمورد اقدامات اسرائیل نسبت به فلسطینی‌ها، نامه‌ای به هاروارد کریمسون نوشت.
پورتمن به اسرائیل بازگشت و دوره‌های تحصیلات تکمیلی را در دانشگاه عبری اورشلیم در بهار سال ۲۰۰۴ گذراند. در مارس ۲۰۰۶، به عنوان استاد مهمان در دانشگاه کلمبیا در زمینه تروریسم و ضد تروریسم حضور پیدا کرد، جایی که دربارهٔ فیلمش وی مثل وندتا (۲۰۰۶) صحبت کرد. پورتمن از کودکی به زبان‌های خارجی علاقه داشته‌است و به مطالعه زبان‌های فرانسوی، ژاپنی، آلمانی و عربی پرداخته‌است.

## حرفه
آخرین نقش سینمایی پورتمن در سال ۲۰۰۵، ایوی هموند در تریلر سیاسی وی مثل وندتا بود که بر اساس کمیک‌هایی به همین نام ساخته شد. این فیلم دربارهٔ آینده‌ای دیگر است که در آن رژیمی نئوفاشیست، بریتانیا را تحت سلطه خود درآورده است. او مجذوب ماهیت تحریک‌آمیز فیلم‌نامه شد و با مربی گویش کار کرد تا با لهجهٔ انگلیسی صحبت کند. به دلیل صحنه‌ای که در آن شخصیت او شکنجه می‌شود، موی سر او در مقابل دوربین تراشیده شد و پورتمن آن را فرصتی برای رهایی خودش از تجمل می‌دانست. روته استاین از سان فرانسیسکو کرونیکل آن را قوی‌ترین نقش‌آفرینی پورتمن تا آن زمان می‌دانست و افزود که او «شما را به جای سر کچلش، روی گفتار و اعمالش متمرکز می‌کند.» او برندهٔ جایزهٔ ساترن بهترین بازیگر زن شد.

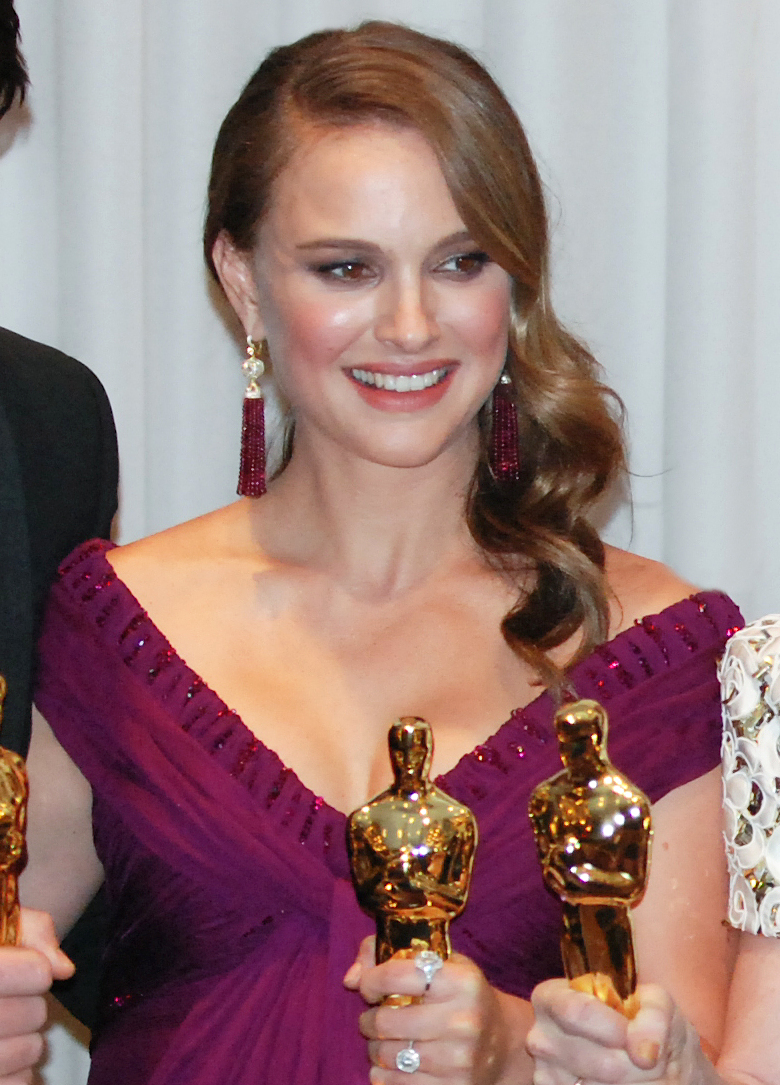
پورتمن در هشتاد و سومین دوره جوایز اسکار در ۲۰۱۱، که او در آن‌جا برندهٔ جایزهٔ بهترین بازیگر زن شد.

پورتمن بعد از اینکه کمدی هشر (۲۰۱۰) را تهیه‌کنندگی کرد و در آن با جوزف گوردون لویت هم‌بازی شد، نقش بالرین آشفته‌ای در آرزوی اجرای دریاچه قو را در وحشت روان‌شناختی قوی سیاه به کارگردانی دارن آرونوفسکی ایفا کرد. او از سوی بالرین حرفه‌ای، مری هلن باورز، آموزش دید و در مرحلهٔ آماده‌سازی، به مدت شش ماه روزانه پنج تا هشت ساعت تمرین می‌کرد و ۲۰ پوند (۹ کیلوگرم) از وزنش را از دست داد. نقش‌آفرینی او تحسین شد. عملکرد این فیلم ابتدا در گیشه ناموفق بود اما سپس بهبود یافت بیش از ۳۰۰ میلیون دلار در سراسر جهان فروش داشت و پورتمن برندهٔ جایزهٔ اسکار بهترین بازیگر زن شد. پس از برد اسکار، بحث و جدال بر سر اینکه چه کسی بخش عمده‌ای از رقص روی صحنه را در فیلم اجرا می‌کند، به وجود آمد. سارا لین که یکی از دوبلورهای رقص پورتمن در این فیلم بود، مدعی شد که او تنها حدود پنج درصد نماهای تمام بدن را اجرا کرده‌است، و افزود که تهیه‌کنندگان فیلم از او خواسته‌اند که در طول فصل جوایز در مورد آن صحبت علنی نکند. آرونوفسکی تأکید کرد که پورتمن ۸۰ درصد از رقص روی صحنه را اجرا کرده‌است و از او دفاع کرد.
پورتمن ژاکلین کندی را در زندگی‌نامه‌ای ژکی (۲۰۱۶) به تصویر کشید. داستان این فیلم دربارهٔ زندگی کندی بلافاصله پس از ترور همسرش در سال ۱۹۶۳ است. او در ابتدا هراس داشت که نقش چهرهٔ عمومی به‌خوبی شناخته‌شده‌ای را ایفا کند، و در نهایت با تماشای فیلم‌های کندی، خواندن کتاب‌ها و گوش دادن به نوارهای صوتی مصاحبه‌های او، تحقیقات گسترده‌ای در مورد کندی انجام داد. او همچنین برای تطبیق سبک صحبت کردن منحصر به فرد کندی با یک مربی گویش کار کرد. دیوید رونی از هالیوود ریپورتر آن را یک «نقش‌آفرینی تابان» نامید و افزود که «جکی او هم غیرقابل درک و هم بی‌آلایش و غمگین است اما مسلماً سرسخت و مقاوم، یک آشفتگی و در عین حال بسیار با وقار است». او جایزهٔ سینمایی انتخاب منتقدان بهترین بازیگر زن را کسب کرد و نامزد دریافت جایزهٔ اسکار بهترین بازیگر زن شد.
پورتمن در سال ۲۰۲۲ نقش جین فاستر را در فیلم دنباله‌ای ثور: عشق و تندر بازآفرینی کرد که در آن کاراکتر او به ثور قدرتمند تبدیل می‌شود. او پس از ملاقات با کارگردان تایکا وایتیتی موافقت کرد تا به این فرنچایز بازگردد. وایتیتی به او پیشنهاد کرد تا کاراکترش را به شیوه‌ای «ماجراجویانه و سرگرم‌کننده و خنده‌دار» به تصویر بکشد. نیک آلن در راجرابرت.کام گفت: «نقش‌آفرینی پورتمن هم در حالت انسانی و هم در حالت قهرمانانه‌اش، بیان می‌کند که چرا دیدن دوباره جین عالی است.» این فیلم بیش از ۷۵۵ میلیون دلار در سرار جهان فروش داشت. پورتمن در نظرسنجیِ سال ۲۰۲۲ خوانندگان مجلهٔ امپایر، به عنوان یکی از ۵۰ بازیگر بزرگ تاریخ انتخاب شد.

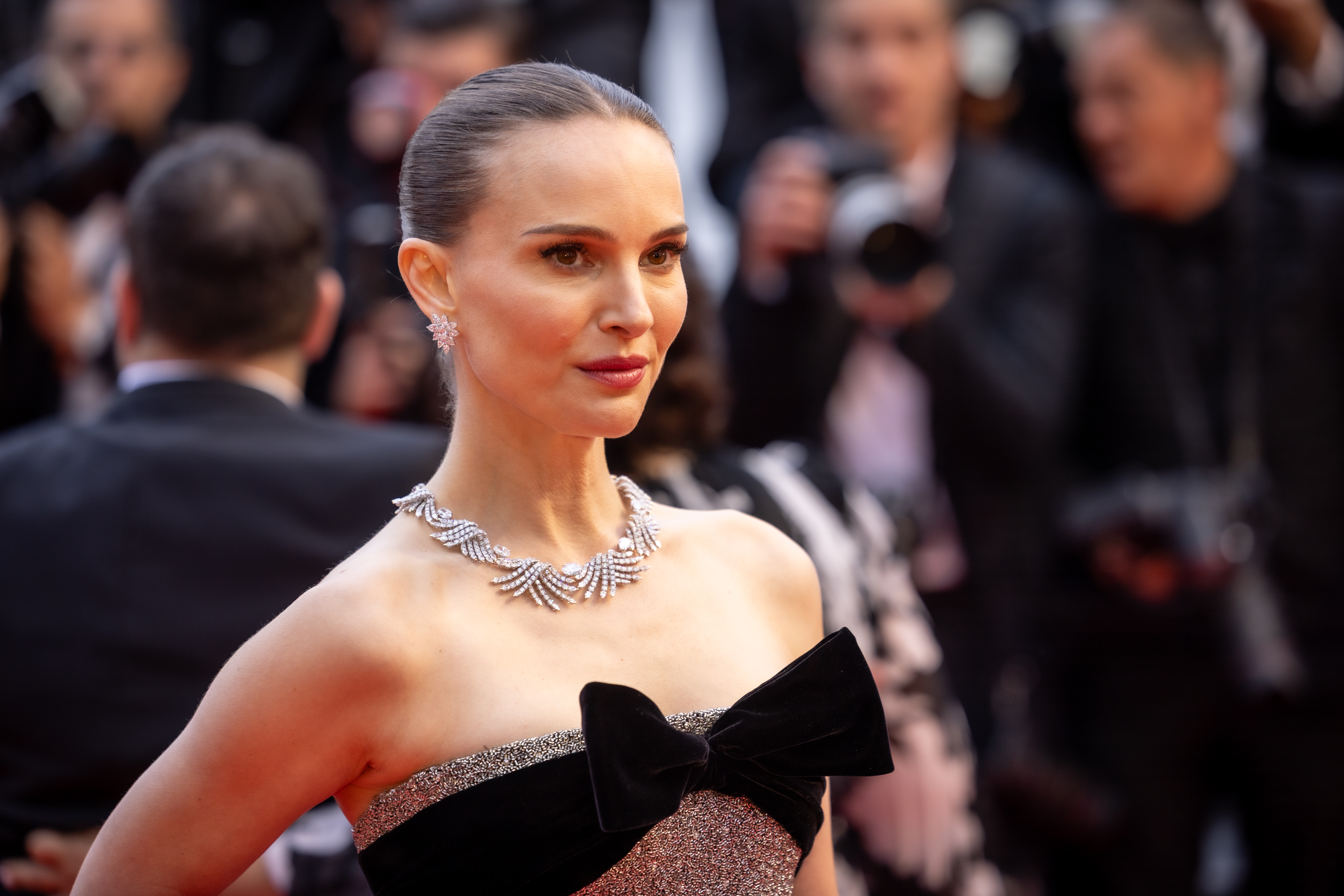
پورتمن در جشنواره فیلم کن ۲۰۲۵

در سال ۲۰۲۱، پورتمن و شریک تهیه‌کنندگی‌اش، سوفی مس، شرکت تولیدی مونتن‌ای (MountainA) را بنیان نهادند و با اپل تی‌وی پلاس قرارداد امضا کردند. نخستین پروژهٔ این شرکت می دسامبر بود؛ درامی از فیلم‌ساز تاد هینز که پورتمن و جولین مور بازیگر اصلی آن بودند و در جشنواره فیلم کن ۲۰۲۳ به نمایش درآمد. پورتمن نقش بازیگری را بازی کرد که برای بازی در نقش یک زن حقیقی (با بازی مور) که با مردی بسیار جوان‌تر ازدواج کرده بود، در حال تحقیق بود. او از کار با هینز که آثارش را تحسین می‌کرد، و نیز از ایفای نقش یک شخصیت از لحاظ اخلاقی مبهم خشنود بود. جفری مک‌ناب در ایندیپندنت بر این باور بود که این فیلم «با نقش‌آفرینی‌های فوق‌العادهٔ پورتمن و مور» تقویت شده‌است.

## دیدگاه‌های سیاسی
پورتمن، به عنوان یک اسرائیلی-آمریکایی، به‌طور فزاینده‌ای در مورد دیدگاه‌هایش در مورد دولت اسرائیل به‌ویژه نخست‌وزیر اسرائیل بنیامین نتانیاهو سخن می‌گوید. پورتمن از انتخاب دوباره نتانیاهو در سال ۲۰۱۵ انتقاد کرده و اظهار داشته‌است که او «ناامید» شده و اغلب نظرات او را نژادپرستانه می‌داند.
در نوامبر ۲۰۱۷ پورتمن به عنوان برنده جایزه سال ۲۰۱۸ جنسیس (کتاب پیدایش) اعلام شد که شامل یک میلیون دلار آمریکا جایزه نقدی می‌شود. این جایزه همه ساله به یهودیانی داده می‌شود که در حوزه کاری خود دستاوردهای مهمی داشته‌اند. در آوریل ۲۰۱۸ پورتمن اعلام کرد به سبب «حوادث اخیر در اسرائیل» و برخورد اسرائیل با فلسطینیان معترض در نواحی مرزی، حضور در رویدادهای عمومی آن کشور موجب ناراحتی او می‌شود و او قصد ندارد در مراسم تحویل این جایزه که برای ماه ژوئن برنامه‌ریزی شده بود شرکت کند. در نتیجه این مراسم لغو شد.
او عضو حزب دموکرات (ایالات متحده آمریکا) است.

## زندگی شخصی و تصویر رسانه‌ای

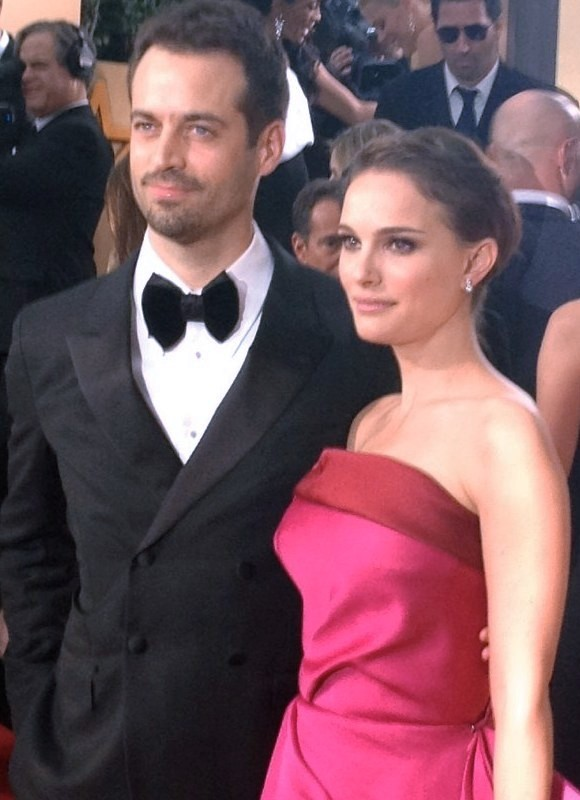
پورتمن و بنجامین میلپید در ۲۰۱۲

پورتمن با رقصنده و طراح رقص فرانسوی بنجامین میلپید ازدواج کرد و از این ازدواج دو فرزند به نام‌های آلف (زادهٔ ۲۰۱۱) و امیلیا (زادهٔ ۲۰۱۷) دارد. این زوج پس از ملاقات یکدیگر در بخش‌هایی از قوی سیاه، در سال ۲۰۰۹ با یکدیگر رابطه برقرار کردند. در ۴ اوت ۲۰۱۲، آن‌ها در یک مراسم یهودی که در بیگ سور، کالیفرنیا برگزار می‌شد، ازدواج کردند. این خانواده مدتی در پاریس زندگی می‌کرد، پس از آنکه میلپید مقام کارگردانی رقص با باله اپرای پاریس را پذیرفت و پورتمن ابراز تمایل کرد که شهروند فرانسه شود. آن‌ها در سال ۲۰۱۳ در لس آنجلس زندگی می‌کردند. در مارس ۲۰۲۴ گزارش شد که این زوج رسماً طلاق گرفته‌اند.
در سال ۲۰۰۶، پورتمن اظهار داشت که در اسرائیل بیشتر احساس یهودی بودن می‌کند و دوست دارد فرزندانش را یهودی تربیت کند: «اولویت برای من قطعاً این است که من دوست دارم فرزندانم را یهودی تربیت کنم، اما نکته نهایی این است که او کسی باشد که فرد خوبی باشد و شریک زندگی باشد.»
در سال ۲۰۱۰، پورتمن قراردادی را با دیور امضا کرد و در چندین کمپین تبلیغاتی این شرکت حضور یافت. در اکتبر ۲۰۱۲، اداره استاندارد تبلیغات بریتانیا پس از شکایت لورئال، تبلیغ دیور را که در آن پورتمن ریمل این شرکت را تبلیغ می‌کرد، ممنوع اعلام کرد. اِی‌اِس‌اِی اعلام کرد که عکس‌های پورتمن «به‌طور گمراه کننده‌ای اثرات احتمالی محصول را اغراق کرده‌است».

## آثار و جایزه‌ها
بر طبق گزارش‌های وبگاه راتن تومیتوز و وبگاه آماری باکس آفیس موجو، پرفروش‌ترین و پرافتخارترین فیلم‌های پورتمن از نظر فروش گیشه و استقبال منتقدان عبارتند از: جنگ ستارگان قسمت اول: تهدید شبح (۱۹۹۹)، جنگ ستارگان قسمت دوم: حمله کلون‌ها (۲۰۰۲)، نزدیک‌تر (۲۰۰۴)، جنگ ستارگان قسمت سوم: انتقام سیت (۲۰۰۵)، وی مثل وندتا (۲۰۰۵)، قوی سیاه (۲۰۱۰)، بدون تعهد (۲۰۱۱)، ثور (۲۰۱۱)، ثور: دنیای تاریک (۲۰۱۳)، جکی (۲۰۱۶)، نابودی (۲۰۱۸) و می دسامبر (۲۰۲۳).
پورتمن به خاطر نقش‌آفرینی‌اش در قوی سیاه برنده جایزه گلدن گلوب بهترین بازیگر زن فیلم درام و جایزه اسکار بهترین بازیگر نقش اول زن شد، او همچنین نامزد دریافت جایزه جایزه گلدن گلوب بهترین بازیگر نقش مکمل زن برای نزدیک‌تر شده‌است. او نامزد دریافت دو جایزه اسکار دیگر: جایزه اسکار بهترین بازیگر نقش مکمل زن برای نزدیک‌تر و بهترین بازیگر نقش اول زن برای جکی شد؛ او همچنین نامزد دریافت دو جایزه گلدن گلوب دیگر: بهترین بازیگر نقش مکمل زن برای هر جا جز این‌جا (۱۹۹۹) و بهترین بازیگر زن فیلم درام برای جکی شده‌است.

## انتشار کتاب و علاقه به کتاب‌خوانی
وی کتابی با عنوان «افسانه‌های ناتالی پورتمن» شامل داستان‌هایی کودکانه منتشر کرده‌است.
پورتمن در دوران همه‌گیری ویروس کرونا صفحه ای با عنوان «باشگاه کتاب ناتالی» راه اندازی کرد و به معرفی کتاب‌های مختلف پرداخت.

## واژه‌نامه
1. ↑  Charles E. Smith Jewish Day School
2. ↑  Solomon Schechter Day School of Nassau County
3. ↑  Syosset High School
4. ↑  American Theater Dance Workshop
5. ↑  Usdan Center
6. ↑  Intel Science Talent Search
7. ↑  Lowell House
8. ↑  Harvard Crimson
9. ↑  Paris Opera Ballet
10. ↑  L'Oreal